# Dayglo Abortions
Dayglo Abortions är ett punkband från Victoria, British Columbia, British Columbia, Kanada, som bildades 1979. Texterna är allt annat än politiskt korrekta. 1988 anklagades bandet för "spridande av obscent material", men friades av en jury i Ottawa år 1990.

## Medlemmar
Nuvarande medlemmar
- "Blind Mark" - trummor (2011-idag)
- Murray Acton ("The Cretin") - gitarr, sång (1979-1994, 1998-idag)
- "Willy Jak" - basgitarr (2000-idag)

Tidigare medlemmar
- "Nev" - gitarr (1986-1989)
- "Wayne Gretzky" - gitarr (1985-1986)
- "Squid" - gitarr (1994-1996)
- Trevor Hagen ("Stupid" / "Couch Potato" / "Spud") - basgitarr, sång (1979-1999)
- "Mike Jak" - gitarr (1986-1994,1997, 2007-2011)
- "Hung Jak" - gitarr (1995-1999)
- "Gymbo Jak" - sång (1994-2007)
- Brian Whitehead ("Jesus Bonehead") trummor (1979-2011)

## Diskografi
Studioalbum
- 1981 – Out of the Womb
- 1986 – Feed Us a Fetus
- 1988 – Here Today, Guano Tomorrow
- 1991 – Two Dogs Fucking
- 1995 – Little Man in the Canoe
- 1996 – Corporate Whores
- 1999 – Death Race 2000
- 2004 – Holy Shiite
- 2011 – Dayglo Abortions Live 2011 AD

Samlingsalbum
- 1996 – Feed Us a Fetus / Out of the Womb
- 1998 – Stupid World, Stupid Songs